# إليجاه إتش. ميلس
إليجاه إتش. ميلس هو محامي وسياسي أمريكي، ولد في 1 ديسمبر 1776 في تشيسترفيلد في الولايات المتحدة، وتوفي في 5 مايو 1829 في نورثهامبتون في الولايات المتحدة. نشط حزبياً في الحزب الفيدرالي الأمريكي.

## مناصب
- انتخب عضو مجلس الشيوخ الأمريكي [الإنجليزية]‏ عن دائرة Massachusetts Class 1 senate seat ‏ خلال فترته النيابية [الإنجليزية]‏ (4 مارس 1825 – 4 مارس 1827).
- انتخب عضو مجلس الشيوخ الأمريكي [الإنجليزية]‏ عن دائرة Massachusetts Class 1 senate seat ‏ خلال فترته النيابية [الإنجليزية]‏ (4 مارس 1823 – 4 مارس 1825).
- انتخب عضو مجلس الشيوخ الأمريكي [الإنجليزية]‏ عن دائرة Massachusetts Class 1 senate seat ‏ وقد انضم خلال فترته النيابية [الإنجليزية]‏ (4 مارس 1821 – 4 مارس 1823) للكتلة البرلمانية الحزب الفيدرالي الأمريكي.
- انتخب عضو مجلس الشيوخ الأمريكي [الإنجليزية]‏ عن دائرة Massachusetts Class 1 senate seat ‏ وقد انضم خلال فترته النيابية [الإنجليزية]‏ (12 يونيو 1820 – 4 مارس 1821) للكتلة البرلمانية الحزب الفيدرالي الأمريكي.
- انتخب عضو مجلس نواب ماساتشوستس ‏.
- انتخب عضو مجلس النواب الأمريكي [الإنجليزية]‏.
- انتخب عضو مجلس الشيوخ الأمريكي [الإنجليزية]‏.